# Fucile a leva Henry
Il fucile a leva Henry (semplicemente fucile Henry, da non confondersi col fucile Martini-Henry, di fabbricazione britannica) è un fucile con caricamento a leva. Prodotto dalla New Haven Arms Company, dal suo progetto è derivata la carabina Winchester.

## Storia
Nel 1860, Benjamin Tyler Henry perfezionò il fucile Volcanic, progettando una cartuccia metallica a percussione anulare, mentre il Volcanic utilizzava un "proiettile razzo" di poca potenza, cioè un proiettile di piombo contenente una piccola carica di polvere nera e un dischetto di fulminato di mercurio. L'Henry fu brevettato nel 1860 e prodotto dal 1861 negli Stati Uniti dalla New Haven Arms Company. Considerato delicato e poco potente, fu adottato in piccole quantità dallo "Union Army" nella guerra di secessione americana. Molti altri Henry furono acquistati privatamente da soldati nordisti che potevano permetterselo, essendo favorito per la sua maggiore rapidità di fuoco rispetto alle carabine ad avancarica allora in dotazione in entrambi gli eserciti. 
 
Anni dopo, alcuni esemplari finirono nelle mani di alcune tribù d'indiani, come Sioux e Cheyenne, che li utilizzarono nella battaglia del Little Bighorn nel giugno 1876.

## Descrizione

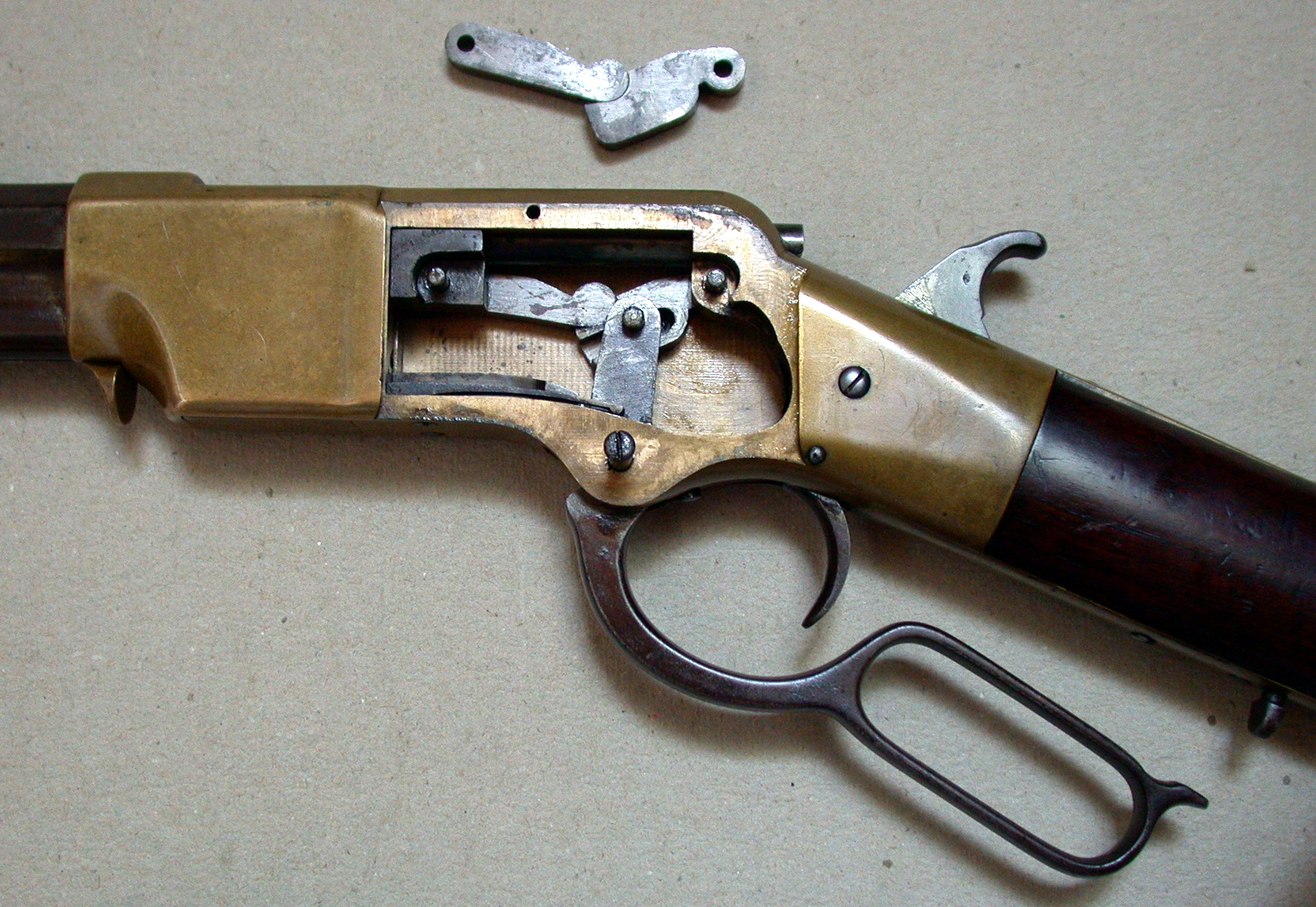
Azione di un fucile Henry

Il fucile Henry utilizzava una cartuccia calibro .44 con 26 - 28 grani (da 1,7 a 1,8 g) di polvere nera. Ciò gli conferiva una velocità alla volata e un'energia significativamente più bassa rispetto ad altri fucili a ripetizione dell'epoca, come lo Spencer.
La chiave dell'azione era un "elevatore" che la leva sollevava e abbassava alternativamente, portando una cartuccia alla volta dal serbatoio tubolare sottostante la canna al livello della canna stessa. Abbassare la leva espelleva il bossolo sparato dalla canna, armava il cane e sollevava l'"elevatore". Riportando la leva in posizione spingeva la cartuccia nella canna e chiudeva la culatta, mentre una molla nel caricatore spingeva il prossimo proiettile nell'"elevatore" in posizione per l'azione successiva.
Il serbatoio tubolare (posizionato sotto la canna) riceveva le munizioni aprendo la parte anteriore dello stesso e infilando 15 cartucce che venivano poi spinte da una lunga molla a spirale indietro, verso l'azione.

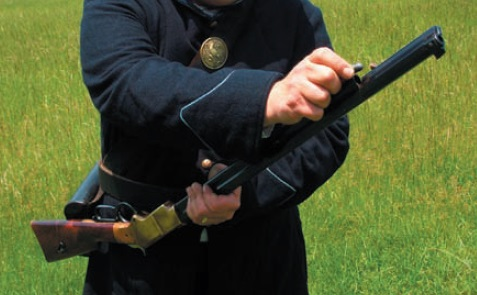
Inserimento delle munizioni nel serbatoio